# オマーン＝アラブ首長国連邦国境
オマーン＝アラブ首長国連邦国境は、オマーンとアラブ首長国連邦(UAE)との国境である。オマーンは本土の他にUAE領内に2つの飛地を持つため、国境線は3つに分かれており、合計で609キロメートルある。

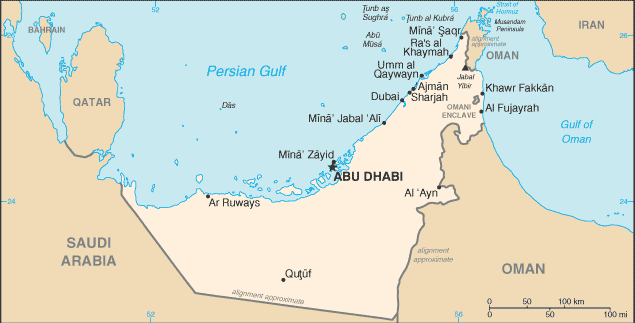
UAEの地図。オマーンは東側であり、北部の海沿いと、その間の内陸部にオマーンの飛地がある。

## 位置

### 北部
北部の国境は、ムサンダム半島にあるオマーンの飛地であるムサンダム特別行政区の境界であり、UAE側はフジャイラ、ラアス・アル＝ハイマの各首長国が接している。ムサンダム半島は、戦略的に重要なホルムズ海峡に面している。オマーンとUAEの国境は、ペルシャ湾西岸からオマーン湾東岸まで、山間部を縫うようにして東西に不規則な線で結ばれている。

### 中央部
国境の中央部は、周囲をUAEに囲まれたムサンダム特別行政区の飛地・マダの境界である。マダの中には、UAEのシャールジャ首長国の飛地であるナワがあり、二重飛地となっている。

### 南部
国境の南部は、オマーン本土とUAEとの国境である。オマーン湾岸の北側、シャールジャ首長国のカルバのすぐ南側から始まる。全体を見れば、サウジアラビアとの三国国境に向かって不規則な線で南西方向に進んでいるが、ハッタの東側で北に膨らみ、アル・アインで東に膨らんでいる。

## 歴史

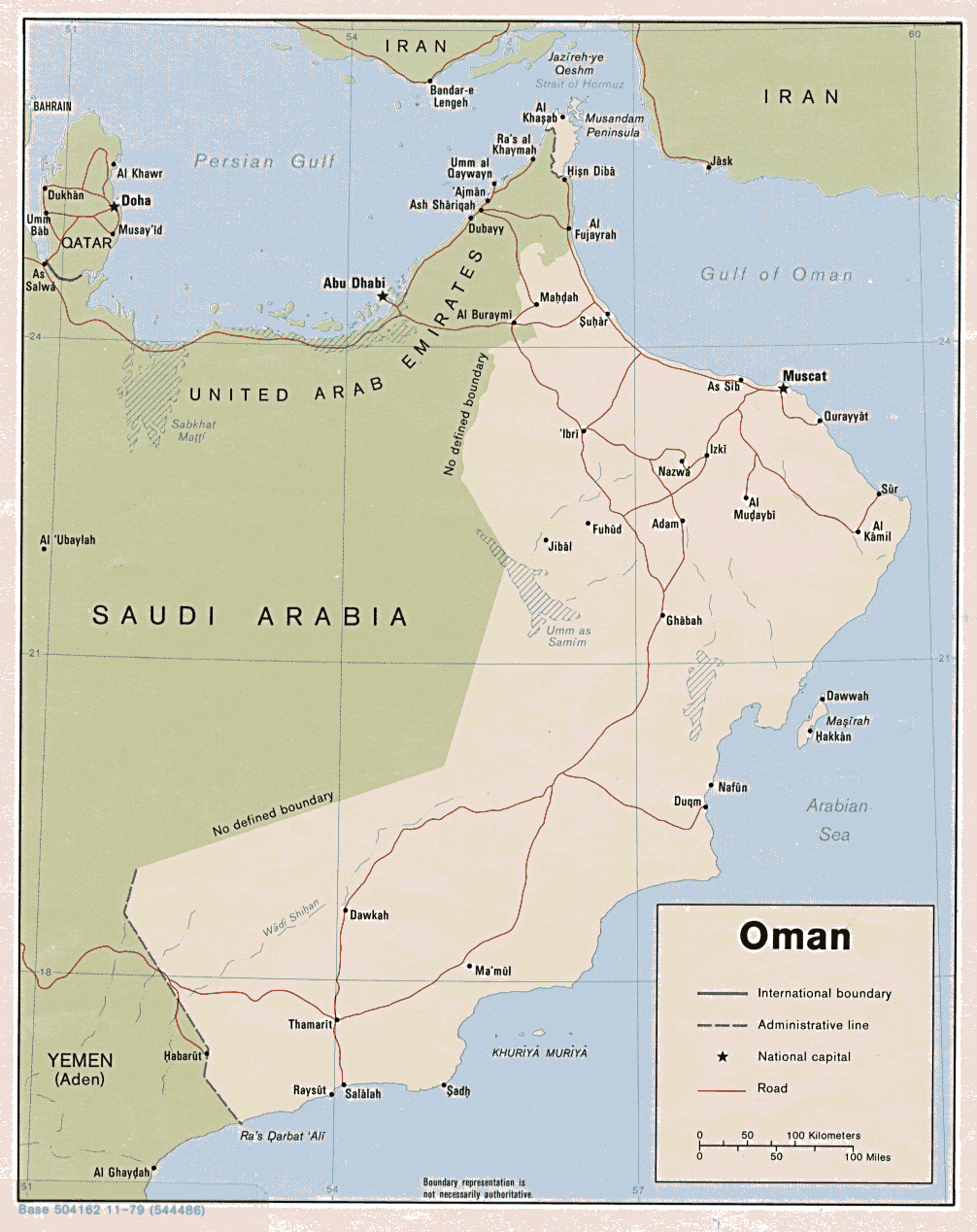
1979年のオマーンの地図。UAEとの国境は、北部のムサンダムを除いて未確定となっている。

歴史的に、アラビア半島南東部のこの地域には明確な国境線がなかった。19世紀、イギリスは、当時「海賊海岸」と呼ばれていたこの地域の7つの首長国と保護条約を結び、いわゆる休戦オマーン（トルーシャル・オマーン）が誕生した。また、イギリスはオマーンに対してもスルタンを介して保護権を行使していた。
イギリスとオスマン帝国は、1913年から14年にかけて、「ブルーライン」と「バイオレットライン」と呼ばれる線で、アラビア半島の勢力範囲を分割したが、第一次世界大戦後のオスマン帝国の崩壊により、これらの協定は無効となった。
マダとナワの飛地は、1930年代から40年代にかけて、オマーンと地元の首長との間で土地の所有権をめぐる争いが起こり、村の長老たちの投票によって解決されたことに端を発している。この辺りの国境線は1969年に確定した。
1950年代、イギリス政府はジュリアン・ウォーカーに命じて、休戦オマーンとオマーンの間のより正確な境界線を測量させた。しかし、1971年に休戦オマーンがアラブ首長国連邦として独立するまでは、国境線の多くが未確定であったため、いくつかの紛争が発生した。ラアス・アル＝ハイマでは、1977年から78年にかけて石油が発見されたことにより紛争が発生し、1979年に解決した。両国の関係は1980年代から90年代にかけて回復し、1999年には、未確定だった国境の南側の部分について国境条約が結ばれ、2002年6月22日にはアブダビで完全な国境線を画定する条約が批准された。

## 障壁
2002年、UAEは、不法移民や違法薬物、テロリストの流入を抑制するために、UAEとオマーンの国境（マダとナワの飛地を除く）に沿って障壁を設置すると発表した。建設された障壁は、高さ4メートルの有刺鉄線によるフェンスである。
2003年、オマーンはUAEとの国境を越える際の出国料を導入した。2004年7月、オマーンとUAEは共同で、アル・ブライミ周辺で3日間の共同取締りを行い、約1,000人の不法移民を逮捕した。

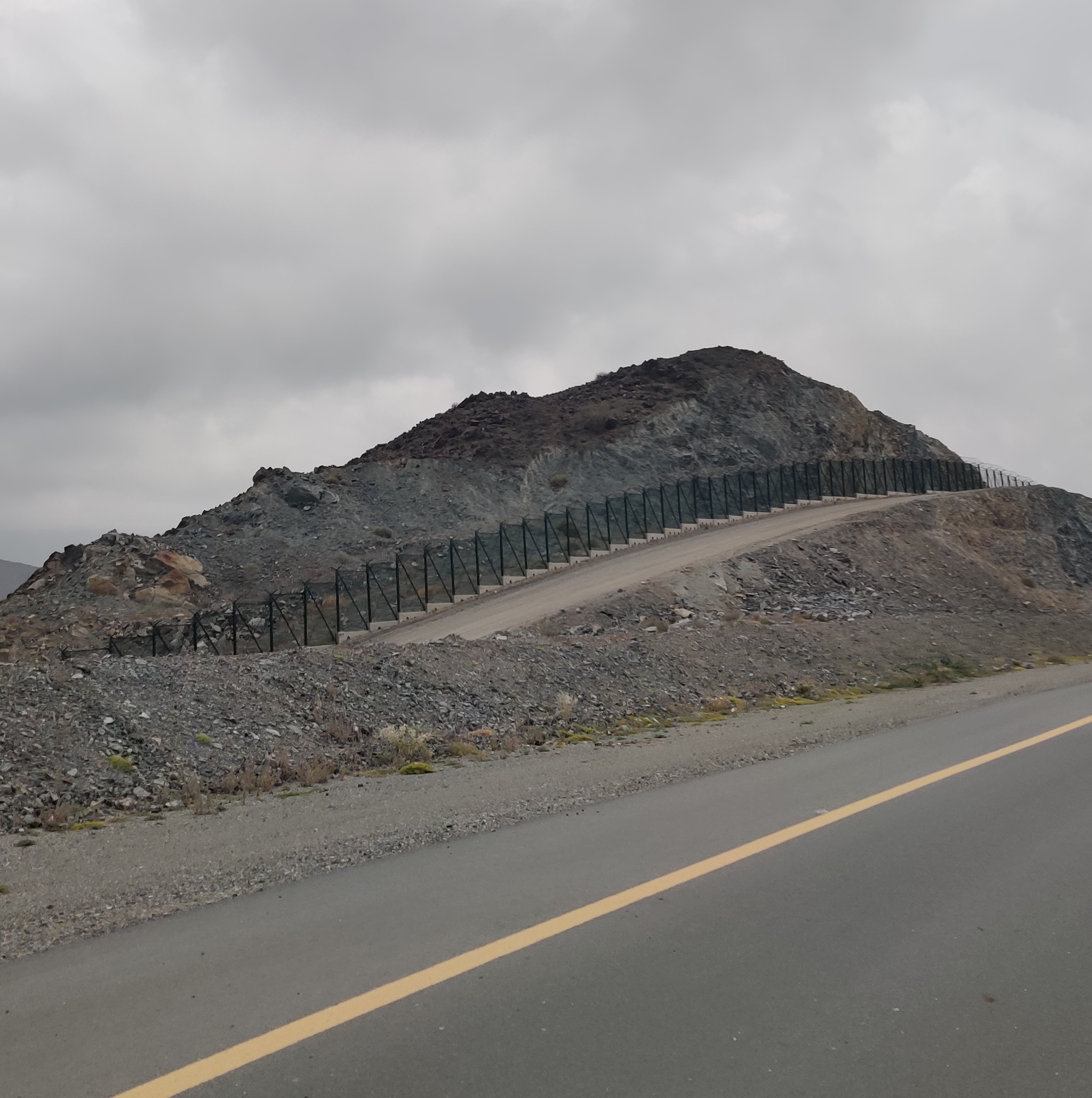
UAE側から見た国境の障壁
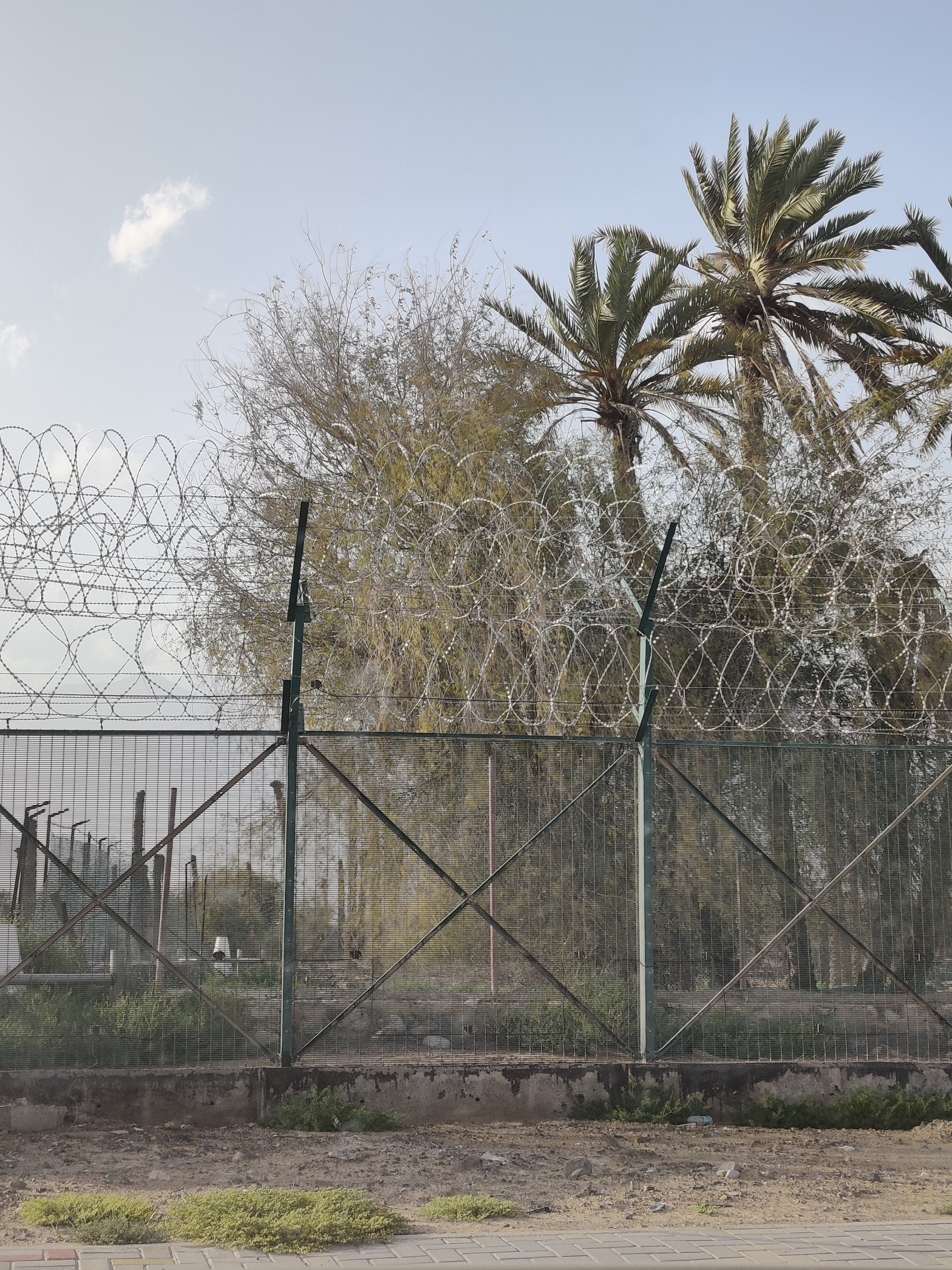
UAE側から見たディバ・アル・ヒスンとディバー・アル＝バイア（英語版）の間の障壁。

## 国境検問所
ムサンダムの国境には2つの国境検問所（Tibat、Dibba）があり、本土の国境には4つの国境検問所（Hatta/Al Wajajah、Hilli、Jebel Hafeet、Khatmat Malaha）がある。マダ・ナワの飛地には検問所はない。